# جاريج

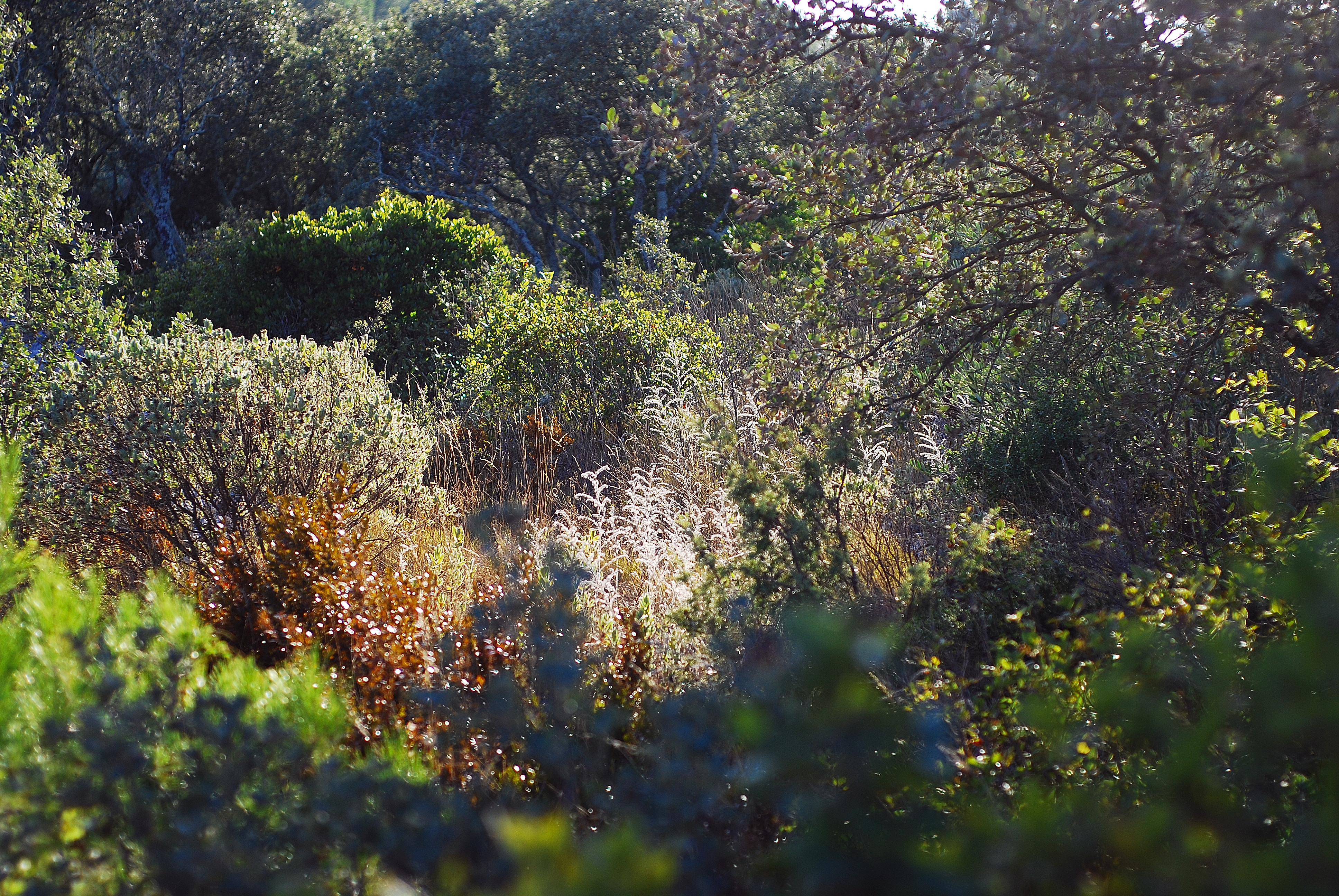
جاريج في فرنسا.

الجاريج أو الأرض البائرة (بالفرنسية: Garrigue)‏، وتسمى في بعض المراجع المعيص أو المجال العشبي الشجري، هو مجال بنباتات معمرة، تتكون من شجيرات وأشجار، تقطع وتنمو بسهولة من جديد. تنحصر في بعض الأحيان في مجال التربة الجيرية وعادة ما ينظر إليها كأعياص منخفضة مع بقع جرداء.
توجد في جنوب فرنسا وحول حوض البحر الأبيض المتوسط، عمومًا بالقرب من ساحل البحر حيث يوفر مناخ البحر الأبيض المتوسط المعتدل الجفاف الصيفي السنوي.